# Livry-Louvercy
Livry-Louvercy è un comune francese di 964 abitanti situato nel dipartimento della Marna nella regione del Grand Est.
Qua nacque il tiratore al volo Jules Charpentier.

## Società

### Evoluzione demografica
Abitanti censiti